# Stéphan Barron
Pour les articles homonymes, voir Barron.
Stéphan Barron, né le 23 février 1961 à Caen, est un artiste français d'art contemporain.

## Biographie
Stéphan Barron naît le 23 février 1961 à Caen. Il est un artiste contemporain qui crée depuis 1984 des œuvres en lien avec l'art numérique et écologique. Selon Pierre Restany, Stéphan Barron « occupe, en Europe, une place éminente dans une définition spatio-temporelle de l'image vidéo »,. Il est également enseignant chercheur à l'Université Paul-Valéry-Montpellier-III.
Le technoromantisme (néologisme) théorise les liens entre l’art et les nouvelles technologies, dans le contexte des menaces que font peser les technosciences et le développement économique sur la nature et l'environnement planétaire. L’art planétaire est une forme d’art qui prend la Terre dans sa dimension planétaire comme support de création artistique[Interprétation personnelle ?]. Il est Docteur de l'université de Paris VIII, en esthétique et nouvelles technologies en 1997 après une thèse intitulée Art planétaire et romantisme techno-écologique[pertinence contestée].
En 2020, il est l'auteur de la fresque On/green sur une installation de 1 000 m2 sur le parking de la gare de Montpellier. Le thème de l’œuvre se montre directement hostile au principe de greenwashing,.

## Publications
- Stéphan Barron, Earth Art, Art Planétaire, cédérom (Cédérom), Éditions Rien de Spécial, 2000 (réimpr. 2010)
- Stéphan Barron, Technoromantisme, Éditions L'Harmattan, 2002 (ISBN 2-7475-4151-7).
- Stéphan Barron, Toucher l'espace, poétique de l'art planétaire, Éditions L'Harmattan, 2006, 377 p. (ISBN 2-296-01476-3).